# Vorderes Sonnwendjoch
Das Sonnwendjoch ist mit einer Höhe von 2224 m ü. A. der südöstliche Ausläufer des Rofangebirges in Tirol. Aufgrund der exponierten Lage hat man vom Gipfel einen hervorragenden Ausblick über das Unterinntal und über Zillertaler- und Kitzbüheler Alpen. Der Gipfelbereich besteht im Gegensatz zu den steilen Fels- und Grasflanken aus einem großen, fast ebenen Bereich.

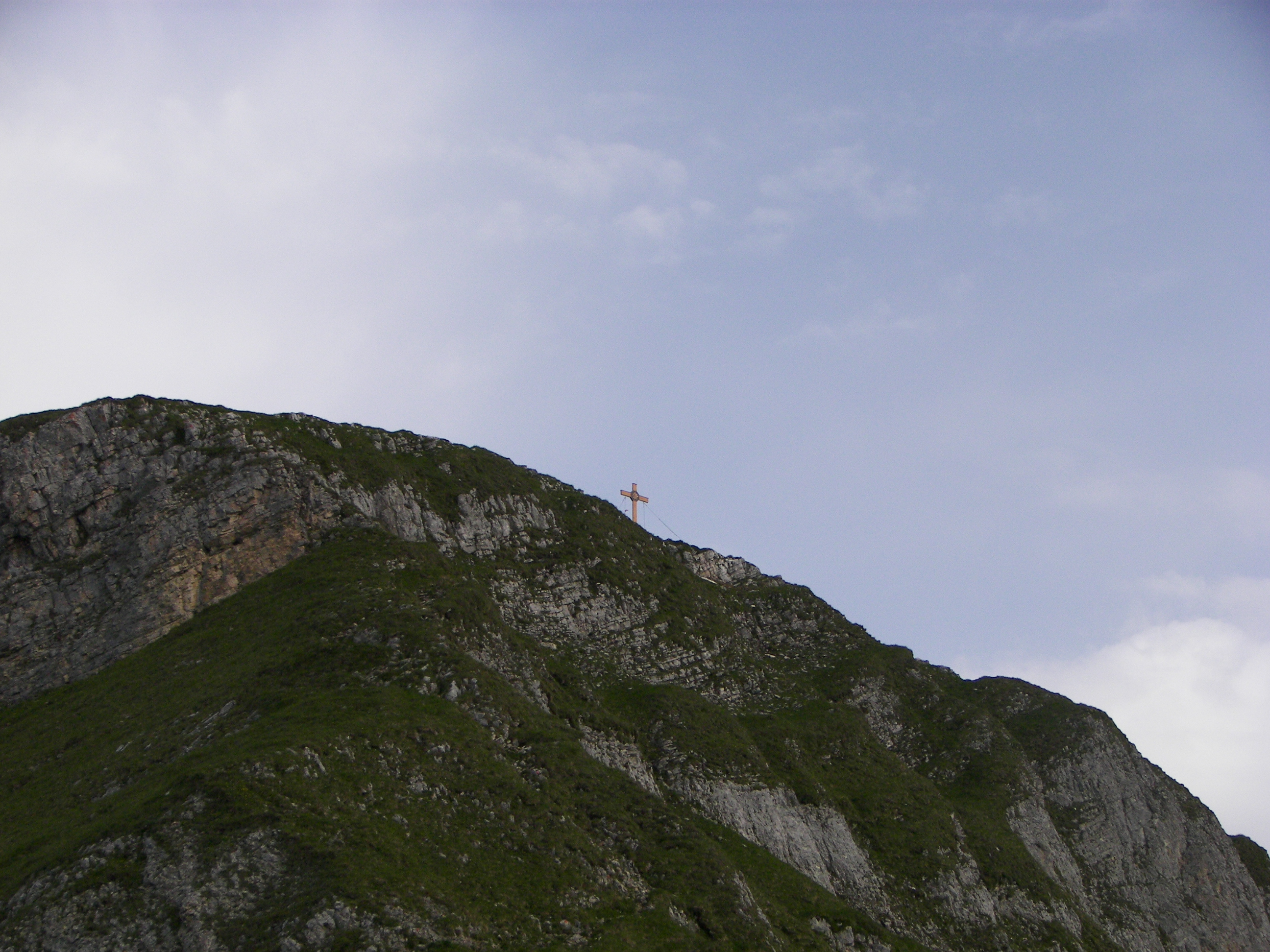
Anstieg von Südosten (von der Bayreuther Hütte)
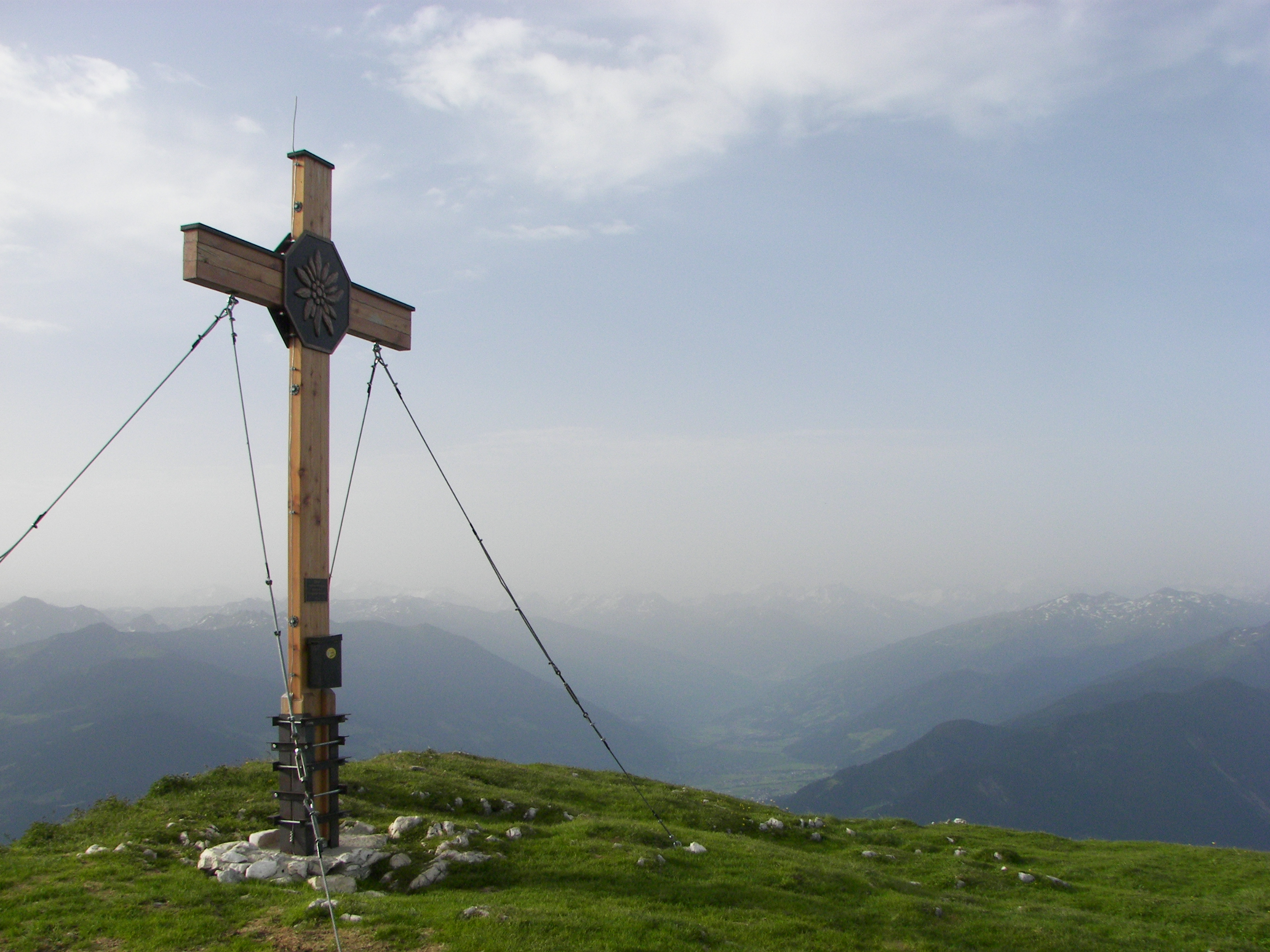
Gipfelkreuz mit Blick Richtung Süden ins Zillertal
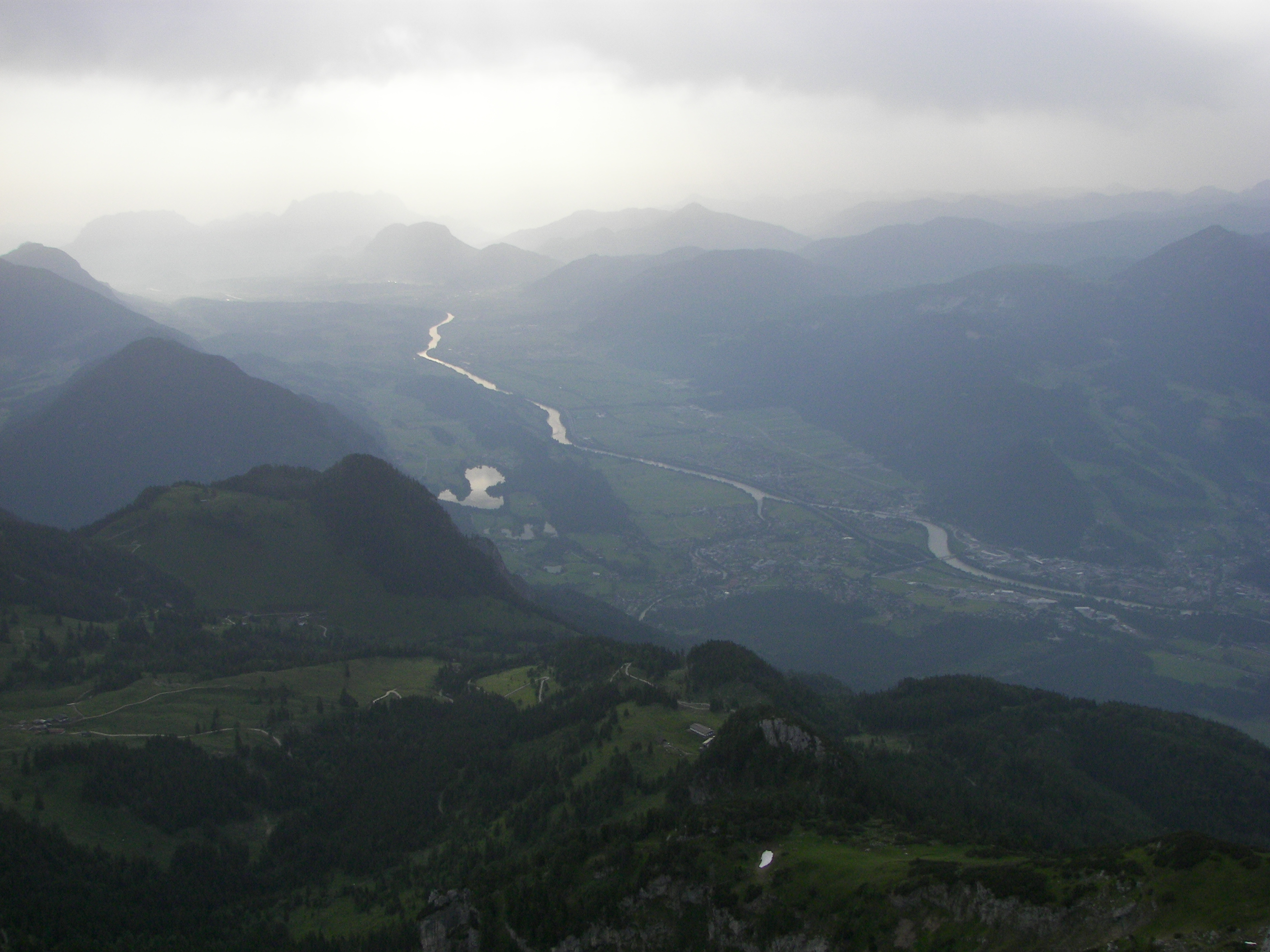
Aussicht vom Gipfel Richtung Osten auf Kramsach, Reintaler Seen, Kundl und Wörgl
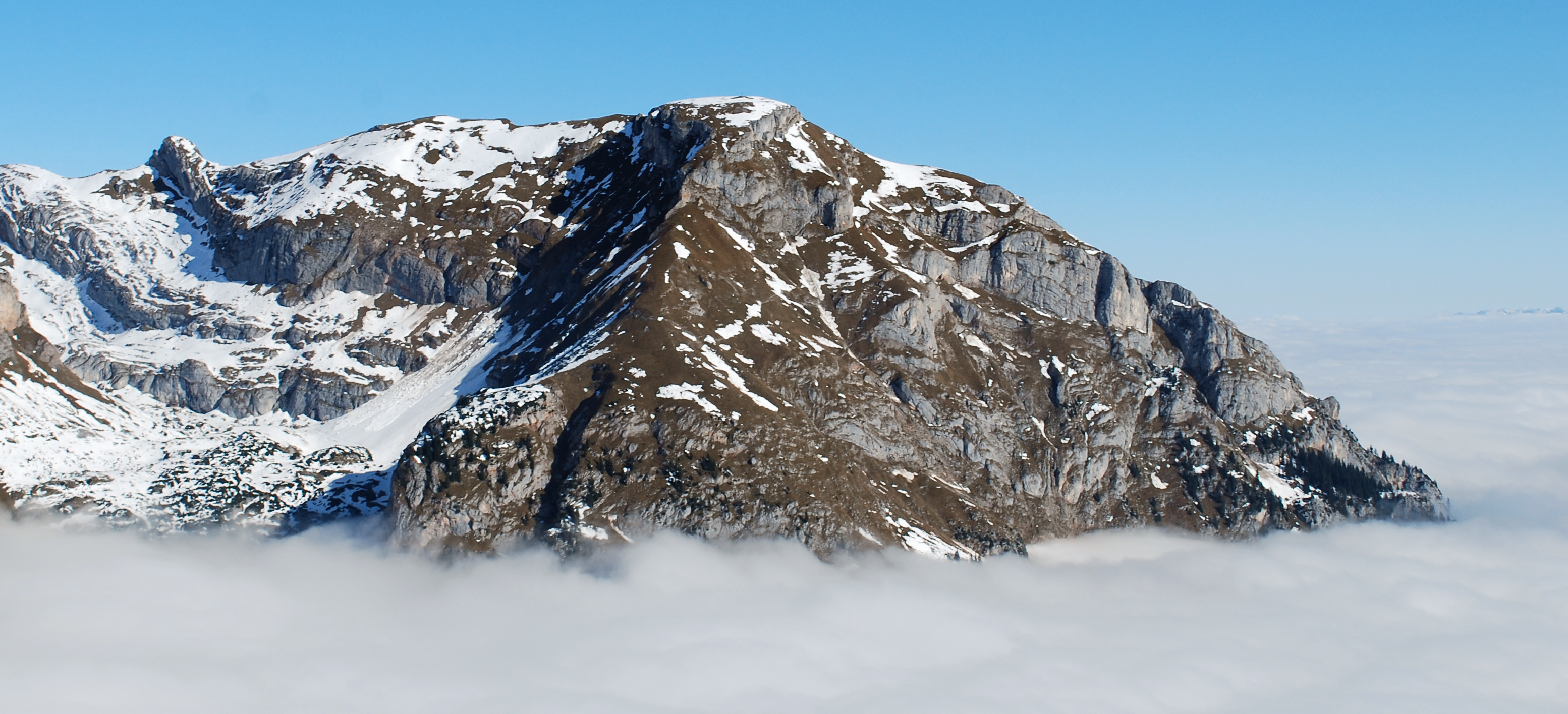
Vorderes Sonnwendjoch von Südwesten (Ebner Joch), links daneben der Sagzahn